# Dubai Tennis Championships 2019
Dubai Tennis Championships 2019, oficiálně Dubai Duty Free Tennis Championships 2019, byl společný tenisový turnaj mužského okruhu ATP Tour a ženského okruhu WTA Tour, hraný v areálu Aviation Club Tennis Centre na otevřených dvorcích s tvrdým povrchem. Dějištěm turnaje se stala Dubaj, metropole stejnojmenného emirátu ve Spojených arabských emirátech. Jednalo se o 27. ročník mužského a 19. ročník ženského turnaje.
Ženská část se konala mezi 17. a 23. únorem 2019 a řadila se do kategorie WTA Premier 5. Její celková dotace činila 2 828 000 milionů amerických dolarů. Muži soutěžili ve dnech 25. února až 7. března 2019 v rámci kategorie ATP Tour 500. Dotace pro tuto polovinu dosáhla částky 2 887 895 amerických dolarů.
Nejvýše nasazenými v singlových soutěžích se stali světová šestka Kei Nišikori z Japonska a jeho krajanka, první hráčka klasifikace Naomi Ósakaová. Jako poslední přímá účastnice do dvouhry nastoupila běloruská 63. žena žebříčku Věra Lapková a mezi muži v této roli na turnaji startoval polský 76. tenista žebříčku Hubert Hurkacz.
Jubilejní stý titul z dvouhry okruhu ATP Tour si odvezl Švýcar Roger Federer, který zároveň získal osmou dubajskou trofej. Po Jimmym Connorsovi se stal druhým tenistou, jenž stého triumfu dosáhl. Američanovi se podařilo tuto metu pokořit v roce 1983. Poražený finalista Stefanos Tsitsipas se po turnaji premiérově posunul do elitní světové desítky jako historicky první takový Řek. Třetí singlový titul na okruhu WTA Tour vybojovala 21letá Šýcarka Belinda Bencicová, která cestou za vítězstvím vyřadila čtyři hráčky první světové desítky v řadě. Ve třetím kole přitom odvrátila šest mečbolů Aryně Sabalenkové.
V mužském deblu triumfovala americko-britská dvojice Rajeev Ram a Joe Salisbury, která vyhrála premiérovou společnou trofej. Ženskou čtyřhru ovládl tchajwansko-český pár Sie Šu-wej a Barbora Strýcová, jehož členky  ze třetí společné turnajové účasti získaly druhou trofej jako pár a navázaly na Indian Wells Masters 2018. Strýcová se poprvé v kariéře posunula na 3. místo deblového žebříčku za krajanky Siniakovou a Krejčíkovou.

## Rozdělení bodů a finančních odměn

### Rozdělení bodů
| Soutěž       | vítězové | finalisté | semifinalisté | čtvrtfinalisté | 16 v kole | 32 v kole | 56 v kole | Q  | Q2 | Q1 |
| ------------ | -------- | --------- | ------------- | -------------- | --------- | --------- | --------- | -- | -- | -- |
| dvouhra mužů | 500      | 300       | 180           | 90             | 45        | 0         | —         | 20 | 10 | 0  |
| čtyřhra mužů | 500      | 300       | 180           | 90             | 0         | —         | —         | 45 | 25 | 0  |
| dvouhra žen  | 900      | 585       | 350           | 190            | 105       | 60        | 1         | 30 | 20 | 1  |
| čtyřhra žen  | 900      | 585       | 350           | 190            | 105       | 1         | —         | —  | —  | —  |

### Finanční odměny
| Soutěž                              | vítězové | finalisté | semifinalisté | čtvrtfinalisté | 16 v kole | 32 v kole | 56 v kole | Q2     | Q1     |
| ----------------------------------- | -------- | --------- | ------------- | -------------- | --------- | --------- | --------- | ------ | ------ |
| dvouhra mužů                        | $523 330 | $256 565  | $129 100      | $65 655        | $34 100   | $17 980   | —         | $3 980 | $2 030 |
| čtyřhra mužů                        | $157 570 | $77 140   | $38 690       | $19 860        | $10 270   | —         | —         | —      | —      |
| dvouhra žen                         | $520 615 | $260 310  | $130 030      | $59 960        | $29 695   | $15 240   | 7 835     | $4 360 | $2 245 |
| čtyřhra žen                         | $148 845 | $75 310   | $37 275       | $18 765        | $9 510    | $4 695    | —         | —      | —      |
| částka ve čtyřhře je uvedena na pár |          |           |               |                |           |           |           |        |        |

## Dvouhra mužů

### Nasazení
| Stát                          | Hráč               | ATP | Nasazení |
| ----------------------------- | ------------------ | --- | -------- |
| Japonsko                      | Kei Nišikori       | 6.  | 1.       |
| Švýcarsko                     | Roger Federer      | 7.  | 2.       |
| Chorvatsko                    | Marin Čilić        | 10. | 3.       |
| Rusko                         | Karen Chačanov     | 11. | 4.       |
| Řecko                         | Stefanos Tsitsipas | 12. | 5.       |
| Chorvatsko                    | Borna Ćorić        | 13. | 6.       |
| Kanada                        | Milos Raonic       | 14. | 7.       |
| Rusko                         | Daniil Medveděv    | 15. | 8.       |
| Žebříček ATP k 18. únoru 2019 |                    |     |          |

### Jiné formy účasti
Následující hráči obdrží divokou kartu do hlavní soutěže:
- Marcos Baghdatis
- Ramkumar Ramanathan
- Mohamed Safwat

Následující hráči postoupili z kvalifikace:
- Corentin Moutet
- Thomas Fabbiano
- Jegor Gerasimov
- Ričardas Berankis

#### Odhlášení
před zahájením turnaje
- Čong Hjon → nahradil jej  Benoît Paire
- Pierre-Hugues Herbert → nahradil jej  Denis Kudla
- Andy Murray → nahradil jej  Robin Haase

## Mužská čtyřhra

### Nasazení
| Stát                                                                                   | Hráč           | Stát               | Hráč          | ATP | Nasazení |
| -------------------------------------------------------------------------------------- | -------------- | ------------------ | ------------- | --- | -------- |
| Rakousko                                                                               | Oliver Marach  | Chorvatsko         | Mate Pavić    | 16. | 1.       |
| Jižní Afrika                                                                           | Raven Klaasen  | Nový Zéland        | Michael Venus | 26. | 2.       |
| Finsko                                                                                 | Henri Kontinen | Austrálie          | John Peers    | 35. | 3.       |
| USA                                                                                    | Rajeev Ram     | Spojené království | Joe Salisbury | 45. | 4.       |
| Žebříček ATP k 18. únoru 2019; číslo je součtem žebříčkového postavení obou členů páru |                |                    |               |     |          |

### Jiné formy účasti
Následující dvojice obdržely divokou kartu do hlavní soutěže:
- Leander Paes /  Benoît Paire
- Jürgen Melzer /  Nenad Zimonjić

Následující pár postoupil z kvalifikace:
- Džívan Nedunčežijan /  Purav Radža

## Ženská dvouhra

### Nasazení
| Stát                          | Hráčka                 | WTA | Nasazení |
| ----------------------------- | ---------------------- | --- | -------- |
| Japonsko                      | Naomi Ósakaová         | 1.  | 1.       |
| Česko                         | Petra Kvitová          | 2.  | 2.       |
| Rumunsko                      | Simona Halepová        | 3.  | 3.       |
| Česko                         | Karolína Plíšková      | 5.  | 4.       |
| Německo                       | Angelique Kerberová    | 6.  | 5.       |
| Ukrajina                      | Elina Svitolinová      | 7.  | 6.       |
| Nizozemsko                    | Kiki Bertensová        | 8.  | 7.       |
| Bělorusko                     | Aryna Sabalenková      | 9.  | 8.       |
| Dánsko                        | Caroline Wozniacká     | 10. | 9.       |
| Lotyšsko                      | Anastasija Sevastovová | 12. | 10.      |
| Rusko                         | Darja Kasatkinová      | 14. | 11.      |
| Španělsko                     | Garbiñe Muguruzaová    | 15. | 12.      |
| Německo                       | Julia Görgesová        | 16. | 13.      |
| Francie                       | Caroline Garciaová     | 19. | 14.      |
| Estonsko                      | Anett Kontaveitová     | 20. | 15.      |
| Belgie                        | Elise Mertensová       | 21. | 16.      |
| Žebříček WTA k 11. únoru 2019 |                        |     |          |

### Jiné formy účasti
Následující hráčky obdržely divokou kartu do hlavní soutěže:
- Fatma Al-Nabhaniová
- Eugenie Bouchardová
- Sara Erraniová
- Samantha Stosurová

Následující hráčky postoupily z kvalifikace:
- Lara Arruabarrenová
- Jennifer Bradyová
- Zarina Dijasová
- Magdalena Fręchová
- Lucie Hradecká
- Ivana Jorovićová
- Bernarda Perová
- Ču Lin

Následující hráčky postoupily z kvalifikace jako tzv. šťastné poražené:
- Polona Hercogová
- Dalila Jakupovićová
- Stefanie Vögeleová

#### Odhlášení
před zahájením turnaje
- Ashleigh Bartyová → nahradila ji  Ons Džabúrová
- Danielle Collinsová → nahradila ji  Jekatěrina Makarovová
- Camila Giorgiová → nahradila ji  Dalila Jakupovićová
- Madison Keysová → nahradila ji  Dajana Jastremská
- Maria Sakkariová → nahradila ji  Tímea Babosová
- Samantha Stosurová → nahradila ji  Stefanie Vögeleová
- Wang Čchiang → nahradila ji  Věra Lapková
- Caroline Wozniacká → nahradila ji  Polona Hercogová

### Skrečování
- Ons Džabúrová (poranění pravého ramena)[2]
- Julia Putincevová (poranění bederní části zad)[2]

## Ženská čtyřhra

### Nasazení
| Stát                                                                                   | Hráčka                 | Stát             | Hráčka                 | WTA | Nasazení |
| -------------------------------------------------------------------------------------- | ---------------------- | ---------------- | ---------------------- | --- | -------- |
| Maďarsko                                                                               | Tímea Babosová         | Francie          | Kristina Mladenovicová | 6.  | 1.       |
| USA                                                                                    | Nicole Melicharová     | Česko            | Květa Peschkeová       | 24. | 2.       |
| Čínská Tchaj-pej                                                                       | Sie Šu-wej             | Česko            | Barbora Strýcová       | 27. | 3.       |
| Kanada                                                                                 | Gabriela Dabrowská     | Čína             | Sü I-fan               | 28. | 4.       |
| Austrálie                                                                              | Samantha Stosurová     | Čína             | Čang Šuaj              | 33. | 5.       |
| Lotyšsko                                                                               | Jeļena Ostapenková     | Česko            | Kateřina Siniaková     | 38. | 6.       |
| Česko                                                                                  | Lucie Hradecká         | Rusko            | Jekatěrina Makarovová  | 38. | 7.       |
| Německo                                                                                | Anna-Lena Grönefeldová | Nizozemsko       | Demi Schuursová        | 40. | 8.       |
| Čínská Tchaj-pej                                                                       | Čan Chao-čching        | Čínská Tchaj-pej | Latisha Chan           | 41. | 9.       |
| Žebříček WTA k 11. únoru 2019; číslo je součtem žebříčkového postavení obou členů páru |                        |                  |                        |     |          |

### Jiné formy účasti
Následující páry obdržely divokou kartu do hlavní soutěže:
- Julia Elbabová  /  Alena Fominová
- Sarah Beth Greyová  /  Eden Silvová

Následující páry nastoupily z pozice náhradníka:
- Eugenie Bouchardová  /  Sofia Keninová
- Prarthana Thombareová /  Eva Wacannová

#### Odhlášení
před zahájením turnaje
- Elise Mertensová (poranění levé kyčle)[2]
- Anastasija Sevastovová (poranění bederní části zad)[2]
- Samantha Stosurová (osobní důvody)[2]

v průběhu turnaje
- Eugenie Bouchardová (levostranné poranění břišní stěny)[2]
- Ons Džabúrová (poranění pravého ramena)[9]

## Přehled finále

### Mužská dvouhra
- Roger Federer vs.  Stefanos Tsitsipas, 6–4, 6–4

### Ženská dvouhra
- Belinda Bencicová vs.  Petra Kvitová, 6–3, 1–6, 6–2

### Mužská čtyřhra
- Rajeev Ram /  Joe Salisbury vs.   Ben McLachlan /  Jan-Lennard Struff, 7–6(7–4), 6–3

### Ženská čtyřhra
- Sie Šu-wej /  Barbora Strýcová vs.  Lucie Hradecká /  Jekatěrina Makarovová, 6–4, 6–4